# Entrala

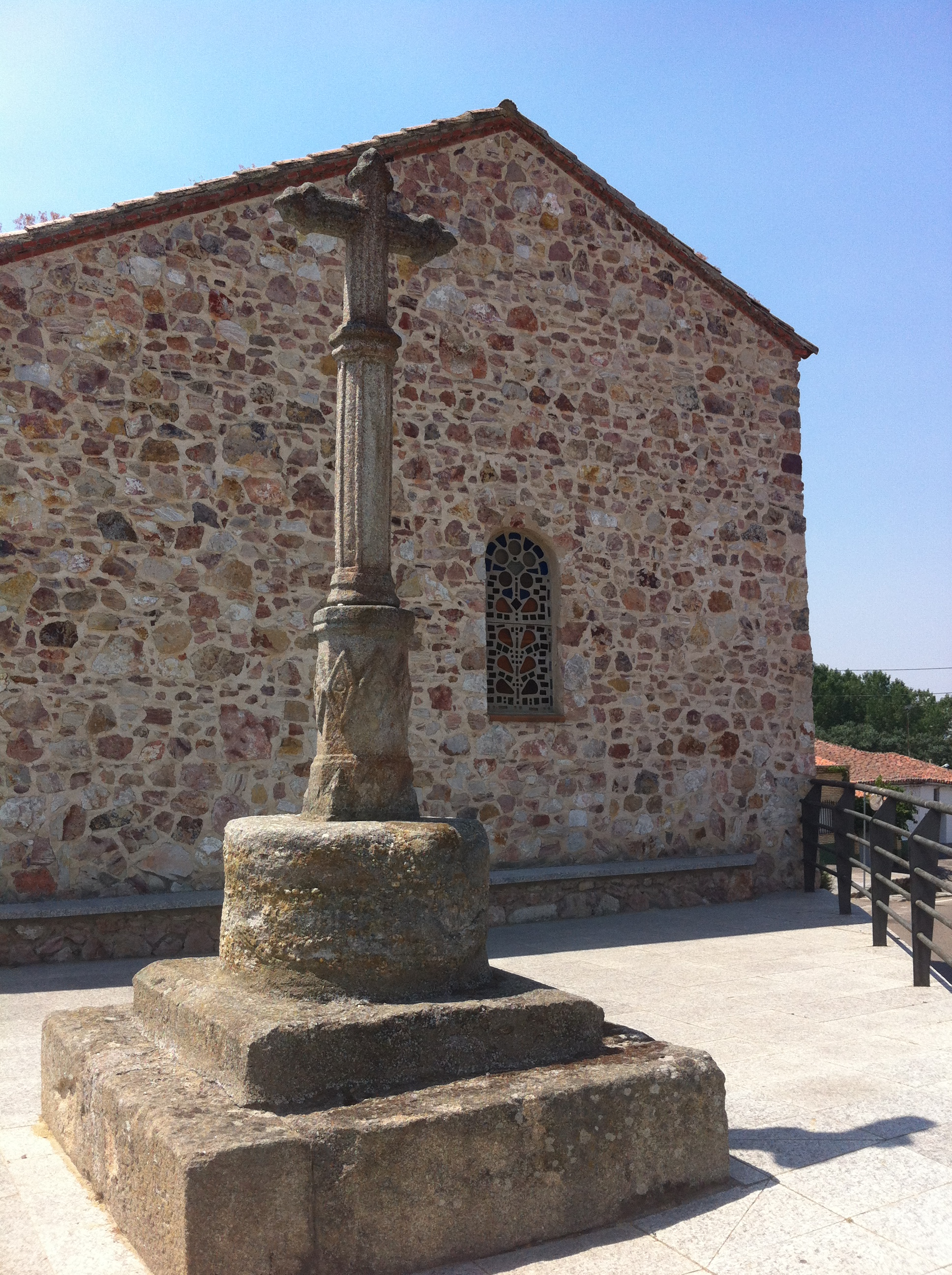
Granitkreuz

Entrala ist ein nordwestspanischer Ort und eine Gemeinde (municipio) mit 127 Einwohnern (Stand: 2024) in der Provinz Zamora in der Autonomen Gemeinschaft Kastilien-León.

## Lage
Der Ort Entrala liegt knapp 8 km (Fahrtstrecke) südlich des Duero und der Provinzhauptstadt Zamora im Westen der kastilischen Hochebene in einer Höhe von ca. 710 m. Das Klima im Winter ist durchaus kalt, im Sommer dagegen warm bis heiß; die eher spärlichen Niederschläge (ca. 470 mm/Jahr) fallen übers Jahr verteilt.

## Bevölkerungsentwicklung
| Jahr      | 1857 | 1900 | 1950 | 2000 | 2020 |
| Einwohner | 510  | 571  | 394  | 165  | 154  |

Infolge der Mechanisierung der Landwirtschaft, der Aufgabe von bäuerlichen Kleinbetrieben („Höfesterben“) und des damit einhergehenden Verlusts von Arbeitsplätzen ist die Einwohnerzahl der Gemeinde kontinuierlich bis auf die Tiefststände zu Beginn des 21. Jahrhunderts zurückgegangen.

## Wirtschaft
Die Landwirtschaft (v. a. der Weinbau) spielt traditionell die größte Rolle im Wirtschaftsleben der Gemeinde; erwirtschaftete Überschüsse konnten auf den Märkten von Zamora verkauft oder getauscht werden.

## Geschichte
Die Gründung des Ortes geht auf die Zeit der Rückeroberung (reconquista) und Wiederbevölkerung (repoblación) der Gegenden südlich des Duero im 11. Jahrhundert zurück.

## Sehenswürdigkeiten
- Die Iglesia de Nuestra Señora de la Asunción ist ein moderner Bau im alten Gewand. Einige bauliche Elemente wie der Glockengiebel (espadaña) oder das Südportal wurden wiederverwendet. Die aus Bruchsteinen errichteten Außenwände sind dagegen neu. Die meisten Ausstattungsgegenstände im Innern stammen aus dem 18. Jahrhundert.
- Auf einem abgetreppten Sockel vor der Kirche steht ein Kreuz aus Granit, welches dem 16. Jahrhundert zugeordnet wird.